# Continental Basketball Association 2004-2005
La stagione CBA 2004-2005 fu la 59ª della Continental Basketball Association. Parteciparono 8 squadre divise in due gironi.
Rispetto alla stagione precedente, si aggiunsero i Michigan Mayhem.

## Squadre partecipanti
- Dakota Wizards
- Gary Steelheads
- Great Lakes Storm
- Idaho Stampede
- Michigan Mayhem
- Rockford Lightning
- S. Falls Skyforce
- Yakima Sun Kings

## Classifiche

### Eastern Conference
| Squadra            | V  | P  | QW    | PTS   |
| ------------------ | -- | -- | ----- | ----- |
| Great Lakes Storm  | 28 | 20 | 105,5 | 189,5 |
| Rockford Lightning | 26 | 22 | 100,5 | 178,5 |
| Michigan Mayhem    | 18 | 30 | 81,5  | 135,5 |
| Gary Steelheads    | 17 | 31 | 84,5  | 135,5 |

### Western Conference
| Squadra              | V  | P  | QW    | PTS   |
| -------------------- | -- | -- | ----- | ----- |
| Dakota Wizards       | 32 | 16 | 101,5 | 197,5 |
| Sioux Falls Skyforce | 31 | 17 | 101,0 | 194,0 |
| Idaho Stampede       | 23 | 25 | 99,0  | 168,0 |
| Yakima Sun Kings     | 17 | 31 | 94,5  | 145,5 |

## Play-off

### Finali di conference
| Birch Run 15 marzo 2005                          | Great Lakes Storm | 130 – 127 (d.1t.s.) (32-32, 53-62, 81-86, 113-113) | Rockford Lightning | Birch Run Expo Center |
| \| \| \| \| \| Jones 40 \| Punti \| 33 Walker \| |                   |                                                    |                    |                       |
|                                                  |                   |                                                    |                    |                       |
| Jones 40                                         | Punti             | 33 Walker                                          |                    |                       |

| Birch Run 17 marzo 2005, ore 19:05 | Great Lakes Storm | 121 – 112 | Rockford Lightning | Birch Run Expo Center |

| Rockford 19 marzo 2005                               | Rockford Lightning | 137 – 122 (37-40, 71-68, 110-96) | Great Lakes Storm | Rockford MetroCentre |
| \| \| \| \| \| Boseman 33 \| Punti \| 31 Williams \| |                    |                                  |                   |                      |
|                                                      |                    |                                  |                   |                      |
| Boseman 33                                           | Punti              | 31 Williams                      |                   |                      |

| Rockford 20 marzo 2005, ore 13:05               | Rockford Lightning | 115 – 114 (d.1t.s.) (?, ?, 86-86, 108-108) | Great Lakes Storm | Rockford MetroCentre |
| \| \| \| \| \| Walker 28 \| Punti \| 24 Head \| |                    |                                            |                   |                      |
|                                                 |                    |                                            |                   |                      |
| Walker 28                                       | Punti              | 24 Head                                    |                   |                      |

| Birch Run 22 marzo 2005                         | Great Lakes Storm | 104 – 105 (29-22, 55-52, 84-73) | Rockford Lightning | Birch Run Expo Center |
| \| \| \| \| \| Head 23 \| Punti \| 26 Walker \| |                   |                                 |                    |                       |
|                                                 |                   |                                 |                    |                       |
| Head 23                                         | Punti             | 26 Walker                       |                    |                       |

| 16 marzo 2005 | Dakota Wizards | 132 – 116 | Sioux Falls Skyforce |  |

| 18 marzo 2005 | Sioux Falls Skyforce | 107 – 105 | Dakota Wizards |  |

| 20 marzo 2005 | Sioux Falls Skyforce | 133 – 129 (d.1t.s.) | Dakota Wizards |  |

| 22 marzo 2005 | Dakota Wizards | 121 – 118 | Sioux Falls Skyforce |  |

| 24 marzo 2005 | Sioux Falls Skyforce | 102 – 97 | Dakota Wizards |  |

### Finale CBA
| Sioux Falls 28 marzo 2005                 | Sioux Falls Skyforce | 119 – 112 (?, 61-50, ?) | Rockford Lightning | Sioux Falls Arena (3.004 spett.) |
| \| \| \| \| \| \| Punti \| 24 Phillips \| |                      |                         |                    |                                  |
|                                           |                      |                         |                    |                                  |
|                                           | Punti                | 24 Phillips             |                    |                                  |

| Sioux Falls 29 marzo 2005, ore 19:05             | Sioux Falls Skyforce | 150 – 132 | Rockford Lightning | Sioux Falls Arena |
| \| \| \| \| \| Bailey 35 \| Punti \| 29 Henry \| |                      |           |                    |                   |
|                                                  |                      |           |                    |                   |
| Bailey 35                                        | Punti                | 29 Henry  |                    |                   |

| Rockford 31 marzo 2005                             | Rockford Lightning | 116 – 107 (?, 54-56, ?) | Sioux Falls Skyforce | Rockford MetroCentre |
| \| \| \| \| \| Walker 38 \| Punti \| 22 Beasley \| |                    |                         |                      |                      |
|                                                    |                    |                         |                      |                      |
| Walker 38                                          | Punti              | 22 Beasley              |                      |                      |

| Rockford 2 aprile 2005, ore 19:35                  | Rockford Lightning | 126 – 135 (38-33, 65-60, 95-99) | Sioux Falls Skyforce | Rockford MetroCentre |
| \| \| \| \| \| Walker 30 \| Punti \| 35 Jackson \| |                    |                                 |                      |                      |
|                                                    |                    |                                 |                      |                      |
| Walker 30                                          | Punti              | 35 Jackson                      |                      |                      |

### Tabellone
|  | Semifinali | Semifinali  | Semifinali  |             |          | Finale   | Finale | Finale |  |
|  |            |             |             |             |          |          |        |        |  |
|  | 1E         | Great Lakes | 2           |             |          |          |        |        |  |
|  | 1E         | Great Lakes | 2           |             |          |          |        |        |  |
|  | 2E         | Rockford    | 3           |             |          |          |        |        |  |
|  | 2E         | Rockford    | 3           |             | Rockford | Rockford | 1      |        |  |
|  |            |             |             |             | Rockford | Rockford | 1      |        |  |
|  |            |             | Sioux Falls | Sioux Falls | 3        |          |        |        |  |
|  | 2W         | Sioux Falls | Sioux Falls | Sioux Falls | 3        | 3        |        |        |  |
|  | 2W         | Sioux Falls |             |             |          |          |        |        |  |
|  | 1W         | Dakota      | 2           |             |          |          |        |        |  |

## Vincitore
| Campione CBA 2005                |
| -------------------------------- |
| Sioux Falls Skyforce (2º titolo) |

## Statistiche
| Categoria             | Giocatore       | Squadra                              | Stat |
| --------------------- | --------------- | ------------------------------------ | ---- |
| Punti per gara        | Sam Mack        | Michigan Mayhem                      | 22,0 |
| Rimbalzi per gara     | Charles Gaines  | Michigan Mayhem                      | 11,4 |
| Assist per gara       | Jemeil Rich     | Gary Steelheads                      | 9,7  |
| Palle rubate per gara | Jemeil Rich     | Gary Steelheads                      | 2,8  |
| Stoppate per gara     | Keith Closs     | Gary Steelheads / Rockford Lightning | 3,8  |
| FG%                   | Lawrence Nelson | Gary Steelheads                      | 60,7 |
| FT%                   | Darrick Martin  | Michigan Mayhem                      | 91,7 |
| 3FG%                  | Billy Thomas    | Dakota Wizards                       | 44,6 |

## Premi CBA
- CBA Most Valuable Player: Sam Clancy[10], Idaho Stampede
- CBA Coach of the Year: Russ Bergman[11], Great Lakes Storm
- CBA Defensive Player of the Year: Sam Clancy[12], Idaho Stampede
- CBA Newcomer of the Year: Billy Thomas[13], Dakota Wizards
- CBA Rookie of the Year: Jackie Butler[14], Great Lakes Storm
- CBA Playoff MVP: Corsley Edwards, Sioux Falls Skyforce
- All-CBA First Team:[15]
  - Sam Clancy, Idaho Stampede
  - Jackie Butler, Great Lakes Storm
  - Billy Thomas, Dakota Wizards
  - Maurice Baker, Dakota Wizards
  - Randy Livingston, Sioux Falls Skyforce
- All-CBA Second Team:
  - Melvin Sanders, Dakota Wizards
  - DeSean Hadley, Sioux Falls Skyforce
  - Mark Jones, Great Lakes Storm
  - Jemeil Rich, Gary Steelheads
  - Ezra Williams, Great Lakes Storm
- CBA All-Defensive First Team:[16]
  - Sam Clancy, Idaho Stampede
  - Marshall Phillips, Rockford Lightning
  - Melvin Sanders, Dakota Wizards
  - DeSean Hadley, Sioux Falls Skyforce
  - Noel Felix, Yakima Sun Kings
- CBA All-Rookie First Team:
  - Jackie Butler, Great Lakes Storm